# Aleurodaphis asteris
Aleurodaphis asteris är en insektsart. Aleurodaphis asteris ingår i släktet Aleurodaphis och familjen långrörsbladlöss. Inga underarter finns listade i Catalogue of Life.